# Susan Latshaw
Susan Latshaw (ook wel Sue Latshaw) is een Amerikaanse triatlete. Ze werd in 1993 derde op de Ironman Hawaï. Met een tijd van 9:20.40 eindigde op ruime achterstand van de Zimbabwaanse Paula Newby-Fraser (goud; 8:58.23) en de Nieuw-Zeelandse Erin Baker (zilver; 9:08.04). Twee jaar later moest ze met 9:49.37 genoegen nemen met een zesde plaats. In 1997 won ze de Ironman Europe in Roth en zette hierbij de snelste fietstijd (4:59.44) en looptijd (3:19.30) neer.

## Belangrijke prestaties

### triatlon
- 1989: 21e WK olympische afstand in Avignon
- 1989: 5e Ironman Hawaï - 9:43.00
- 1993:  Ironman Hawaï - 9:20.40
- 1994:  Ironman Europe in Roth - 9:09.26
- 1995:  Ironman Europe in Roth - 9:30.01
- 1995: 6e Ironman Hawaï - 9:49.37
- 1995: 28e WK olympische afstand in Cancún - 2:10.43
- 1996: 1119e Ironman Hawaï - 13:45.45
- 1997:  Ironman Europe in Roth - 8:59.31
- 1998:  Ironman Europe in Roth - 9:32.05
- 1998: 4e Triathlon Internacional Mar del Plata
- 1998: 9e ITU wereldbekerwedstrijd in Ixtapa
- 1998: DNF Ironman Hawaï